# Гонсалвес Коста Лопес, Марсело
Марсе́ло Гонса́лвес Ко́ста Ло́пес (порт.-браз. Marcelo Gonçalves Costa Lopes; 22 февраля 1966, Рио-де-Жанейро) — бразильский футболист, защитник. Выступал за сборную Бразилии.

## Карьера

### В клубах
Свою карьеру Гонсалвес начал во «Фламенго». В 1987 году он сыграл один матч за клуб и в 1988 перешёл в «Санта-Круз» из Ресифи. В 1989 Марсело вернулся в Рио-де-Жанейро и сыграл за «Фла» 13 матчей. С 1989 по 1990 год Гонсалвес выступал за «Ботафого». В бразильских клубах он не имел постоянного места в основном составе, зато в мексиканском клубе «Эстудиантес Текос» за 5 лет Марсело сыграл 167 матчей и забил 11 голов. После этого, вернувшись в «Ботафого», он несколько лет выходил в стартовом составе. Он во второй раз выиграл чемпионат штата Рио-де-Жанейро и чемпионат Бразилии, а также стал обладателем Кубка Гуанабара и Трофея Рио. В 1997 Гонсалвес перешёл в «Крузейро», однако не сыграл там ни одного матча. В 1998 за «Ботафого» сыграл 16 матчей, а в 1999 10 матчей за «Интернасьонал».

## Достижения
«Фламенго»
- Чемпион Бразилии: 1987
- Обладатель Кубка Гуанабара (2): 1988, 1989

 «Ботафого»
- Чемпион штата Рио-де-Жанейро (2): 1990, 1997
- Чемпион Бразилии: 1995
- Обладатель Кубка Гуанабара: 1997
- Обладатель Трофея Рио: 1997

 «Эстудиантес Текос»
- Чемпион Мексики: 1993/94